# Мария Вальдек-Пирмонтская
Георгина Генриетта Мария Вальдек-Пирмонтская (нем. Georgine Henriette Marie zu Waldeck und Pyrmont; 23 мая 1857, Арользен — 30 апреля 1882, Людвигсбург) — принцесса Вальдек-Пирмонтская, первая супруга короля Вюртемберга Вильгельма II.

## Биография
Мария — дочь князя Георга Виктора Вальдек-Пирмонтского и принцессы Елены Нассауской, сестра королевы Нидерландов Эммы и последнего правящего князя Фридриха Вальдек-Пирмонтского. 15 февраля 1877 года в Арользене Мария вышла замуж на принца Вильгельма. В этом браке родилась дочь Паулина (1877—1965), которая в 1898 году вышла замуж за князя Фридриха Германа Видского (1872—1945).
Вторая беременность Марии закончилась трагически: родившийся в 1880 году сын Ульрих умер спустя несколько месяцев. Смерть младенца, единственного сына короля Вильгельма II, имела политические последствия для протестантского королевства, власть в котором должна была бы унаследовать католическая линия Вюртембергского дома, если бы Ноябрьская революция 1918 года не привела к ликвидации монархии. Отрицательное со стороны многих коренных жителей-протестантов Вюртемберга отношение к будущему правителю-католику привело к появлению слухов о том, что Ульрих якобы пал жертвой католического заговора с целью его убийства. Никаких доказательств этого нет, однако данные слухи были показательным примером тех глубоких предубеждений по отношению друг к другу, что существовали между двумя религиозными группами в Вюртемберге ещё на протяжении многих лет.
Принцесса Мария умерла при неудачных родах в апреле 1882 года и была похоронена на Старом кладбище в Людвигсбурге.